# Тапсуй
Тапсуй (также Тапыс) — река в России, протекает по территории Советского и Берёзовского районов Ханты-Мансийского автономного округа. Устье реки находится на 591-м км правого берега реки Северная Сосьва. Длина Тапсуя — 283 км, площадь водосборного бассейна — 9430 км². На всём своём протяжении река извилистая и болотистая.

## Притоки
- 3 км: Ярыщ
- 44 км: Патсынъя
- 53 км: Воръяхулюм
- 55 км: Воръя
- 70 км: Нирусхулюм
- 82 км: Нюрумъя
- 111 км: Хулюмпауль-Хулюм
- 120 км: Лыраки
- 128 км: Тарни
- 140 км: Лопсия
- 162 км: Селтытсос
- 171 км: Нирсос
- 172 км: Танквсос
- 180 км: Тултъя
- 181 км: Танквъя
- 194 км: Сохрыпъя
- 196 км: Колынгъя
- 205 км: Ингур
- 216 км: Мань-Холупъя
- 229 км: Томарынъя
- 241 км: Яныг-Нёлья
- 242 км: Яныг-Хорупъя

## Данные водного реестра
По данным государственного водного реестра России относится к Нижнеобскому бассейновому округу, водохозяйственный участок реки — Северная Сосьва, речной подбассейн реки — Северная Сосьва. Речной бассейн реки — (Нижняя) Обь от впадения Иртыша.